# Ernst Kaiser (Autor)
Ernst David Kaiser (* 3. Oktober 1911 in Wien; † 1. Januar 1972 in Reading) war ein österreichischer Autor und Übersetzer.

## Leben und Wirken
Der jüdische Österreicher Ernst David Kaiser wurde in Wien in der Bandgasse geboren. Sein Vater, ein jüdischer Kaufmann, stammte aus dem slowakischen Teil Ungarns, die Mutter aus Brünn. Bei Geburt war er Ungar, später infolge Optierung des Vaters Österreicher. Ernst Kaiser wuchs in Wien auf, besuchte ein Gymnasium, legte die Matura ab, leistete seinen Wehrdienst und studierte Germanistik. Noch bevor er seine Promotion abschließen konnte, erfolgte am 12. März 1938 der Anschluss Österreichs an das Deutsche Reich. Nur wenige Monate später floh Kaiser über Prag nach Polen und von dort per Schiff nach Southampton/GB. Er ließ sich in London nieder. Er fand lediglich in einem Schlachthof eine Arbeitsstelle, wo er Schweine- und Rinderhälften im Kühlhaus schleppte. Zu Kriegsbeginn wurde Kaiser interniert „und diente hernach fast sechs Jahre in der Britischen Armee (Frankreich, Belgien, Holland, Deutschland), zuletzt in der Militärregierung in Hamburg als Dolmetscher im Rang eines Sergeanten und zog es vor, sich danach ins Privatleben zurückzuziehen und auf den eventuellen Offiziersrang zu verzichten.“ Später notierte er, er habe gegen Deutschland für Deutschland gekämpft.

### Nachkriegszeit
Noch in Hamburg erschien 1946 sein erstes Buch „Schattenmann“, eine Novelle, im Verlag Hans Dulk. Er lebte wieder in London, arbeitet als Übersetzer. Als Schriftsteller blieb er ohne Erfolg. Ende 1946 erhielt Kaiser die englische Staatsbürgerschaft. Er lernte Eithne Wilkins, eine neuseeländische Germanistin, Übersetzerin und Poetin kennen. Sie lehrte zu dieser Zeit als Dozentin an der Universität in London. Kaiser und Wilkins heirateten 1949.
1947 beantragte Kaiser bei der Bollingen Foundation in New York ein Stipendium, um den zweiten Teil seines Romans „Die Geschichte eines Mordes“ zu schreiben. Es ist der Schriftsteller Hermann Broch, der die ersten 480 Seiten des Manuskripts für die Foundation begutachtet. Broch ist des Lobes voll und empfiehlt die Förderung Kaisers. Dabei ist er sich bewusst, dass es schwierig sein wird, für das sperrige Buch einen Verlag zu finden. Er macht deshalb den Vorschlag, eine Bibliothek zu gründen, in der veröffentlichungswerte Manuskripte gesammelt werden sollen, für die sich zunächst kein Verlag findet, damit sie nicht vergessen werden oder verloren gehen.
Trotz des Einsatzes von Hermann Broch lehnte die Stiftung die Förderung Kaisers ab. Er schrieb den zweiten Teil seines Romans ohne Förderung, ebenso in den folgenden Jahren eine Reihe von Novellen und Erzählungen. Gemeinsam mit seiner Ehefrau übersetzte er Bücher aus der deutschen Sprache in die englische. Sie gelten als herausragend gute Übersetzer, die für erste Verlagsadressen in den USA und Großbritannien tätig sind. Auf der langen Liste ihrer Übertragungen stehen u. a. Romane, Erzählungen und Gedichte von Goethe, Kafka, Benn, Feuchtwanger, Wiechert, Kokoschka und Lenz, weiter Briefbände von Gustav Mahler und Arnold Schönberg.

### Musilübersetzung
Bahnbrechend sind ihre Übersetzungen mehrerer Werke Robert Musils, darunter auch „Der Mann ohne Eigenschaften“, den sie nicht nur übersetzten, sondern auch in neuer Fassung aus dem Nachlass edidierten. Überhaupt war die wissenschaftliche Arbeit am Werk Robert Musils seit 1950 für Kaiser und Wilkins-Kaiser ihre Haupttätigkeit. Bereits 1948 „gaben sie das spektakulärste Signal, das die Bedeutung des Schriftstellers (Musil) nach dem Zweiten Weltkrieg erstmals ins Bewusstsein hob mit einem großen Artikel in der Londoner Times“. Seit 1950 publizierten sie gemeinsam zahlreiche wissenschaftliche Arbeiten zum Werk Musils in Fachzeitschriften und Sammelbänden, schließlich 1962 den umfangreichen Band „Robert Musil – Eine Einführung in das Werk“ in Stuttgart.
Der Kontakt zur Bollingen Foundation wurde nun hilfreich. In der Zeit von 1954 bis 1965 konnte das Ehepaar Kaiser/Wilkins dank mehrerer Stipendien der Stiftung insgesamt elf Jahre lang in Rom leben und den Nachlass Musils sichten und auswerten. Die dabei gewonnenen Erkenntnisse führten zu einem etliche Jahre langen Dissens mit dem Rowohlt Verlag, wo von Adolf Frisé eine Gesamtausgabe des Werkes von Robert Musil herausgegeben worden war. Dabei ließ Frisé die im Nachlass befindlichen Texte Musils außer Acht; mit dem Ergebnis, dass zusätzliche Kapitel zum Roman „Der Mann ohne Eigenschaften“ nicht publiziert wurden und auch die Reihenfolge der veröffentlichten Kapitel nicht korrekt war.
Erst nach heftigem öffentlichen Diskurs und nachdem in den USA und in Großbritannien die Übersetzung des Romans in der korrekten und ergänzten Form von Kaiser/Wilkins erschien, entschloss sich der Rowohlt Verlag zu einer berichtigten Neuausgabe. In Die Zeit vom 21. April 1967 war dazu zu lesen: „Die jahrelangen Auseinandersetzungen um die Musil-Edition, angefacht durch die Nachlassuntersuchungen von Eithne Kaiser-Wilkins und Ernst Kaiser, haben doch noch ein gutes Ende gefunden. Der Rowohlt Verlag gab … bekannt, dass eine Neuausgabe seiner Werke nun in Angriff genommen wurde. 1968 erscheinen … und die von Frisé im Verein mit den Kaisers … erarbeitete Neuausgabe von „Der Mann ohne Eigenschaften“ … So dass es den Anschein hat, als würde einer der wenigen überragenden deutschen Schriftsteller dieses Jahrhunderts doch zu einer ordentlichen Ausgabe seines Werkes kommen.“
Auch an der Verlagerung des Nachlasses von Robert Musil von Rom nach Österreich, wo diese Materialien heute im Bestand der Nationalbibliothek in Wien archiviert sind, hatte das Ehepaar Kaiser/Wilkins maßgeblich mitgewirkt.
1969 konnte Ernst Kaiser ein zweites Buch veröffentlichen. Es ist die Paracelsus-Monographie in der Monographienreihe des Rowohlt Taschenbuch Verlages. Warum sich der Autor für Paracelsus interessierte, ist zurzeit nicht bekannt. Möglicherweise handelte es sich um eine Auftragsarbeit für den Verlag, die aus rein finanziellen Gründen angefertigt wurde.

### Veröffentlichung des 2. Romans
Mehrfach versuchte Ernst Kaiser, seinen Roman „Die Geschichte eines Mordes“ in deutschen Verlagen unterzubringen. Freunde, wie der Germanist Wilhelm Bausinger, versuchten ihn dabei zu unterstützen. Fast drei Jahre lang lag das Manuskript im Suhrkamp Verlag. Mehrmals wurde von dort die Bereitschaft, dieses Werk zu veröffentlichen, signalisiert. Kaiser wurde aufgefordert, den Text deutlich zu kürzen. Dies lehnte er ab; nicht weil er keine Kürzungen wollte, sondern er hielt fest, das Werk müsse „objektiv brauchbar gemacht“ werden. Er hoffte, „es lebe ein Gott zu kürzen und zu straffen.“ Im November 1960 reichte Suhrkamp das Manuskript kommentarlos zurück. Kaiser übergab den Text nun an den Verleger Ledig-Rowohlt, mit dem er seit drei Jahren wegen der Revidierung der Musil-Ausgabe in persönlichem Kontakt war. Auch Ledig-Rowohlt stellte zunächst die Veröffentlichung des Romans in Aussicht; bestand aber ebenfalls auf Kürzungen. Kaiser war, wie er in einem Brief an Bausinger berichtete, damit einverstanden. Er habe aber Ledig-Rowohlt erklärt, dass er diese Überarbeitung nicht vornehmen könne. Erstens sei es bereits zehn Jahre her, dass er das Werk abgeschlossen habe; er sei zeitlich nicht in der Lage sich noch einmal in seinen Text hineinzufinden und zweitens stamme der Roman aus einer Lebenszeit, die er abgeschlossen habe und in die er nicht zurückkehren wolle. Er habe aber dem Verlag freie Hand gegeben zu kürzen, auch kräftig zu kürzen. Umso erstaunter war Kaiser, dass sein Manuskript von einer Verlagssekretärin ohne jeglichen Kommentar zwei Monate später zurückgeschickt wurde.
Die Schriftstellerin Ingrid Bachér, die heute in Düsseldorf lebt, hielt sich in der ersten Hälfte der 1960er Jahre in Rom auf. Sie lernte das Ehepaar Kaiser/Wilkins kennen, es entstand Freundschaft. Auch sie bot an „Die Geschichte eines Mordes“ bei ihren Verlagen vorzustellen. Auch ihr gegenüber gab Ernst Kaiser freie Hand bezüglich der Überarbeitung des Textes. Auch ihre Bemühungen blieben damals erfolglos. Ingrid Bacher kehrte nach Deutschland zurück, und Ernst Kaiser und seine Frau übersiedelten 1966 wieder nach Großbritannien. Eithne Kaiser-Wilkins erhielt im Frühjahr 1968 eine Professur an der Universität in Reading. Kaiser wurde zum Honory Research Fellow ernannt und leitete mit seiner Frau das Robert Musil Research Unit an der Universität. Mit Ingrid Bacher blieben die Kaisers in brieflichem Kontakt.

### Verschwundener Nachlass
Am 1. Januar 1972 starb Ernst Kaiser in Reading. Nur zwei Jahre später, Ende 1974, starb auch Eithne Kaiser-Wilkins. Kurze Zeit danach meldete sich bei Ingrid Bacher der ehemalige Assistent von Kaiser-Wilkins an der Universität und schrieb, die Kaisers hätten verfügt, alle Manuskripte Ernst Kaisers ihr zu übergeben, verbunden mit der Bitte, zu versuchen aus diesem Konvolut zu veröffentlichen. Sie antwortete umgehend, sie sei bereit, die Texte zu übernehmen. Das avisierte Paket mit den Texten kam aber nie an. Alle Versuche, den Verbleib des Paketes zu klären, blieben erfolglos. Der Assistent musste sich in eine geschlossene psychiatrische Klinik begeben und war nicht mehr erreichbar. In Reading ist kein Nachlass der Kaisers vorhanden. Der Bruder von Eithne Wilkins, ein Wissenschaftler, verweigerte jegliche Auskunft. Die Texte des Schriftstellers Ernst David Kaisers mussten als verschollen gelten. In einem ihrer Romane schrieb Ingrid Bacher vom Schicksal Kaisers und seiner Manuskripte. Damit wurde der unbekannte Autor zu einer Figur der Literatur.
Auf zwei Foren der Else-Lasker-Schüler-Gesellschaft berichtete Ingrid Bacher von Ernst Kaiser, seiner Frau und seinen verschwundenen Texten. Im Jahr 2001 sprach sie daraufhin ein junger Mann an und erbot sich, eine Recherche durchzuführen. Im Internetzeitalter müsse doch etwas über Kaiser zu finden sein. Er behielt recht. Im Deutschen Literaturarchiv in Marbach fanden sich zahlreiche Hinweise zu Kaiser, Briefwechsel mit Schriftstellern, Fachzeitschriften und Verlagen. Als besonders ergiebig erwies sich der Vorlass des Völkerkundlers Prof. Dr. Hermann Bausinger. Hermann Bausinger übergab an das Archiv – als Bestandteil seines Vorlasses – auch den Nachlass seines Bruders Wilhelm, der 1966 tödlich verunglückte. Darin enthalten ist u. a. ein umfangreicher Briefwechsel von Wilhelm Bausinger mit Ernst Kaiser und Eithne Kaiser-Wilkins. Sie waren sich nicht nur als Musil-Forscher verbunden, sondern auch in Freundschaft zugetan. Darüber hinaus sind im Bausinger-Bestand auch Manuskripte Kaisers vorhanden, unter anderem der Durchschlag eines maschinengeschriebenen Manuskriptes des Romans „Die Geschichte eines Mordes“, insgesamt über 1.000 Seiten, gegliedert in einen ersten Teil, „Das große Haus“, ein „Zwischenspiel“ und einen zweiten Teil „Das weiße Haus“.
Ingrid Bacher fuhr nach Marbach und las im Archiv den Text „Das große Haus“ und viele Briefe von Kaiser/Bausinger. Sie ließ sich das Manuskript kopieren und suchte nach einem Verlag. Wieder gelang es über Jahre nicht, einen Verleger zum Druck des Romans „Die Geschichte eines Mordes“ zu bewegen. Und dies obwohl immer wieder großes Interesse an einer Veröffentlichung signalisiert wurde. Erst im Frühjahr 2008 fand sie auf Grund persönlicher Bekanntschaft mit dem Verleger Ralf Liebe und seinem Programmdirektor Helmut Braun zwei Mitstreiter, die bereit waren, die Veröffentlichung des Romans zu realisieren. Nach dem Lesen des gesamten Manuskripts schlug Braun vor, zunächst den ersten Teil des Textes als „Die Geschichte eines Mordes“ zu veröffentlichen. Da der zweite Teil, „Das weiße Haus“, sich weit von der Erzählung des ersten Teils entfernt und als einzige Klammer die Figur des Protagonisten dient, ist es gerechtfertigt, von zwei Romanen zu sprechen, die getrennt voneinander publiziert werden können. Ingrid Bacher übernahm es, wie seiner Zeit versprochen, den Text im Sinne Kaisers „objektiv brauchbar zu machen“, ihn „zu straffen und zu kürzen“. Sie tat dies behutsam und ohne stilistische Eingriffe. Die nötige Abschrift – das Erstellen einer Datei – und deren Korrektur führte zu einer vorsichtigen Angleichung an unsere heutige Rechtschreibung und Zeichensetzung, ohne dass die Besonderheiten der Schreibweise Kaisers beeinträchtigt wurden. Nunmehr liegt ein „lesbarer Text“ vor, der von einem Mann erzählt, der auf surreale Weise in einen Mordfall verstrickt wird, in eine Falle von Realität und Fiktion gerät, an der Frage der Schuld fast zugrunde geht und durch den Verzicht auf alles, was sein Leben ausmachte, eine Erlösung anstrebt.

## Werke
- Die Geschichte eines Mordes, Liebe, Weilerswist 2010, ISBN 978-3-941037-21-2.
- mit Eithne Wilkins: Robert Musil: Eine Einführung in das Werk, Kohlhammer, Stuttgart 1962 DNB 452293960.
- Schattenmann, Verlag Hans Dulk, 1946

Zudem war er Übersetzer zahlreicher Romane der Weltliteratur.